# Oulun Energia Areena
Oulun Energia Areena är en arena i Uleåborg i Finland. Den används främst för ishockey och är hemmaarena för bland annat Oulun Kärpät.